# Triftong
Un triftong (del prefix llatí tri- i del grec φθόγγος, "sons", literalment "tres sons") és un conjunt de tres fonemes vocàlics format per una semiconsonant, una vocal i una semivocal que es troben en la mateixa síl·laba. Es pot considerar un triftong com el resultat de la combinació d'un diftong creixent i un decreixent; les vocals dels extrems sempre són les àtones i o u. En són exemples les paraules guaita i veieu.
En català només es troben els següents quatre triftongs: iai (com en iai), ieu (formes verbals de la segona persona plural, com en dèieu), uai (Alguaire) i üeu/ueu (formes verbals de la segona persona plural, com en creueu o adeqüeu).